# Ernesto Pérez
Ernesto Pérez Lobo (* 5. září 1970 Madrid) je bývalý španělský zápasník-judista, stříbrný olympijský medalista z roku 1996.

## Sportovní kariéra
S judem začínal v 11 letech v Madridu. Ve španělské reprezentaci se pohyboval od roku 1990 v těžké váze nad 95 kg (100 kg). V roce 1992 startoval jako domácí reprezentaci na olympijských hrách v Barceloně a obsadil 7. místo, když nestačil ve čtvrtfinále na Francouze Davida Douilleta.
V roce 1995 se pátým místem na mistrovství světa v Čibě kvalifikoval na olympijské hry v Atlantě v roce 1996. Na olympijský turnaj vyladil formu postupem do finále, kde podlehl na ippon Davidu Douilletovi a získal nečekanou stříbrnou olympijskou medaili.
V roce 2000 se kvalifikoval na olympijské hry v Sydney body získanými na turnajích světového poháru. Ve druhém kole olympijského turnaje nestačil na Estonce Indreka Pertelsona a obsadil 7. místo. Po olympijských hrách ho z pozice reprezentační jedničky sesadil Aythami Ruano. Sportovní kariéru ukončil před olympijskou sezonou 2004. Věnuje se trenérské práci.

## Výsledky

### Váhové kategorie
| Turnaj             | 1991       | 1992       | 1993       | 1994       | 1995       | 1996       | 1997       | 1998       | 1999       | 2000       | 2001       | 2002       |
| Turnaj             | 21         | 22         | 23         | 24         | 25         | 26         | 27         | 28         | 29         | 30         | 31         | 32         |
| Turnaj             | těžká váha | těžká váha | těžká váha | těžká váha | těžká váha | těžká váha | těžká váha | těžká váha | těžká váha | těžká váha | těžká váha | těžká váha |
| ------------------ | ---------- | ---------- | ---------- | ---------- | ---------- | ---------- | ---------- | ---------- | ---------- | ---------- | ---------- | ---------- |
| Olympijské hry     |            | 7.         |            |            |            | 2.         |            |            |            | 7.         |            |            |
| Mistrovství světa  | úč.        |            | úč.        |            | 5.         |            | 7.         |            | —          |            | —          |            |
| Mistrovství Evropy | úč.        | 7.         | úč.        | —          | úč.        | úč.        | 5.         | úč.        | —          | 3.         | —          | úč.        |

### Bez rozdílu vah
| Turnaj             | 1991 | 1992 | 1993 | 1994 | 1995 | 1996 | 1997 | 1998 | 1999 | 2000 | 2001 | 2002 |
| Turnaj             | 21   | 22   | 23   | 24   | 25   | 26   | 27   | 28   | 29   | 30   | 31   | 32   |
| ------------------ | ---- | ---- | ---- | ---- | ---- | ---- | ---- | ---- | ---- | ---- | ---- | ---- |
| Mistrovství světa  | —    |      | 5.   |      | —    |      | úč.  |      | úč.  |      | —    |      |
| Mistrovství Evropy | úč.  | úč.  | úč.  | úč.  | 5.   | —    | —    | —    | 2.   | —    | —    | —    |